# Piotr Włostowic
Piotr Włostowic, né vers 1080 et mort en 1153, est un grand noble polonais et comte palatin du duc de Pologne Bolesław III. Homme politique et personnalité haut en couleur, Piotr Włostowic restera célèbre dans l’histoire du pays pour avoir fondé de nombreuses églises en Silésie.

## Biographie
Il est aujourd'hui difficile de séparer clairement la vérité de la légende. Nous ne connaissons même pas la date exacte de la naissance de Piotr, mais de nombreux historiens indiquent l'an 1080. Il est certain que Piotr, fils de Włost, est à l'origine de la puissance de sa famille qui à partir du XIVe siècle les armoiries Łabędź et Dunin. Contrairement aux récits des chroniqueurs écrits plus tard, elle n'est pas d'origine danoise. Il est fort probable cependant qu'un contemporain de Piotr Włostowic, un certain Piotr Krystynowicz, soit allé au Danemark. Les actes de ce dernier Piotr, à qui la famille Dunin doit son nom et ses armoiries, auraient ensuite été attribués à Piotr Włostowic. Il est certain, par contre, que Włost, le père de Piotr, est déjà un homme influent en Silésie car il contrôle le passage sur l'Oder près du bourg princier de Wroclaw où il possède des terres et des maisons.

### Mariage
Par son mariage avec Marie de Kiev, une demi-sœur cadette de Zbysława de Kiev, une fille du grand-prince Sviatopolk II et la première femme du duc de Pologne Bolesław III, Piotr Włostowic se rapproche de la dynastie régnante des Piast. En 1117, il devient comte palatin, la deuxième personne du pays, en succédant à ce poste à Skarbimir, l'ancêtre de la famille Awdaniec, disgracié après sa révolte contre le duc polonais. Vers 1121, Włostowic fait partie du groupe des conseillers les plus proches de Bolesław III. Il soutient tous les actions militaires et diplomatique du prince.

### Enlèvement du prince Volodar
En 1122, de son propre chef mais en accord avec le prince Bolesław III, Piotr Włostowic rend visite au prince Volodar de Przemyśl qui menace les territoires polonais avec ses expéditions militaires. Włostowic enlève son hôte, afin de faciliter les opérations de Bolesław III en Poméranie. Pour récupérer son souverain, le duché de Przemyśl doit payer une rançon considérable, entièrement versée au trésor du prince Bolesław. Le prince ruthène ainsi libéré change de stratégie et s'engage désormais à soutenir la politique du prince polonais. Pour récompenser Włostowic, Bolesław lui offre plusieurs terres, notamment Książ Wielki. Włostowic est alors au sommet de sa puissance et sa gloire, mais cet acte répréhensible sera bientôt à l'origine de sa chute.

### Pénitence et donations

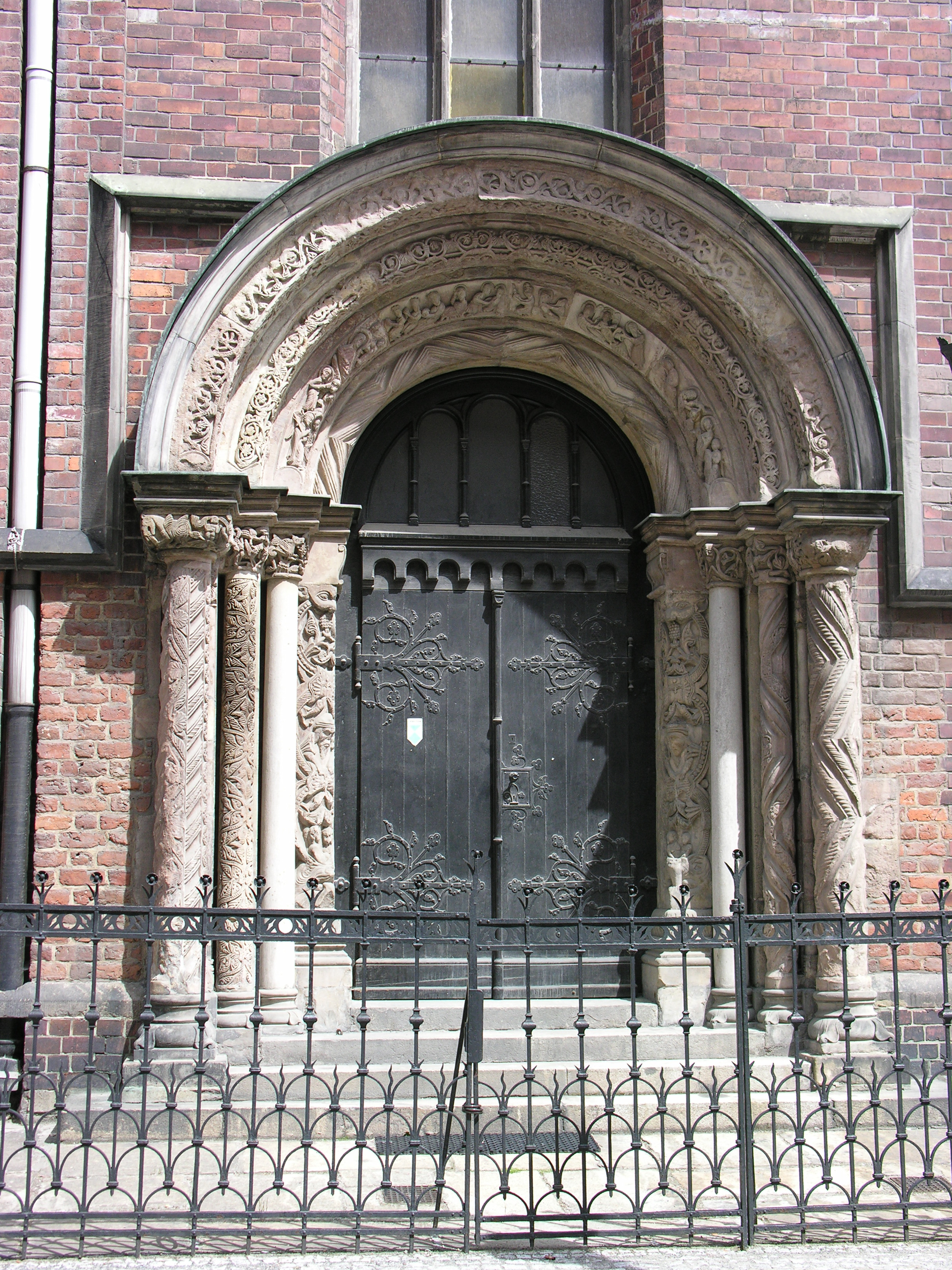
Portail de l'abbaye Saint Vincent encastré dans l'église de Saint Marie-Madeleine à Wroclaw

Son acte de parjure, choque l'opinion publique qui juge ce comportement indigne d'un grand seigneur. Pour se faire pardonner, Włostowic effectue un pèlerinage et se montre généreux envers l'Eglise. La tradition lui attribue une activité de fondateur très ambitieuse. Selon les archives, il aurait financé 77 églises, dont l’Église Sainte-Marie-sur-le-Sable, abbaye Saint Vincent, église Saint-Pierre à Trzebnica  Ce nombre est certainement exagéré. Il n'empêche que la pénitence de Włostowic lui donne l'occasion d’asseoir sa réputation d'un grand mécène des arts et donateur de l'Eglise dont il jouit jusqu'à aujourd'hui. En 1225, Włostowic perd son titre de palatin. Sa disgrâce est probablement précipité par Salomé von Berg, la deuxième épouse de Bolesław III qui cherche à favoriser l'ascension de ses propres enfants au détriment de Władysław II, le fils aîné de Bolesław III, l'héritier légitime dont Włostowic est proche.

### Après la mort de Bolesław III
Après la mort de Bolesław III en 1138, le royaume de Pologne est partagé entre ses fils selon le testament du souverain - certainement inspiré par sa femme Salomé von Berg et dont Piotr est le signataire. Piotr demeure conseiller auprès de Władysław II, le fils aîné de Bolesław III. Cependant, le duc Władysław II, soutenu par sa femme Agnès de Babenberg, cherche à évincer ses demi-frères et réunir l'héritage de son père sous son seul règne, ce qui, inévitablement, mène au conflit ouvert entre les frères et met Włostowic dans une situation délicate - autant que garant du testament de Bolesław III il doit veiller au respect du partage initial. Włostowic évite de prendre position dans le conflit qui oppose le duc à ses frères ce qui éveille les soupçons du couple ducal quant à sa loyauté envers eux. Quand le duc Władysław II envisage de faire venir des troupes russes, Włostowic s'oppose publiquement à cette intervention étrangère et plaide la cause des frères du duc. Władysław II se convainc de la trahison de son conseiller.
Piotr marie sa fille Agapia au castellan de Cracovie Jaksa Gryfita (certains historiens l'identifie avec le prince slave Jaksa de Copnic).
Aussi vers 1145 à Wrocław, Włostowic marie son fils Światosław. La réunion des nobles du Royaume qui se prépare pour cette occasion précipite l'action de Władysław II qui craint une conspiration de seigneurs. Il fait capturer Piotr Włostowic, l'accuse de collusion avec ses rivaux et lui fait crever ses yeux. Dépossédé de tous ses biens, condamné au bannissement, Włostowic doit s’exiler dans la Rus' de Kiev.

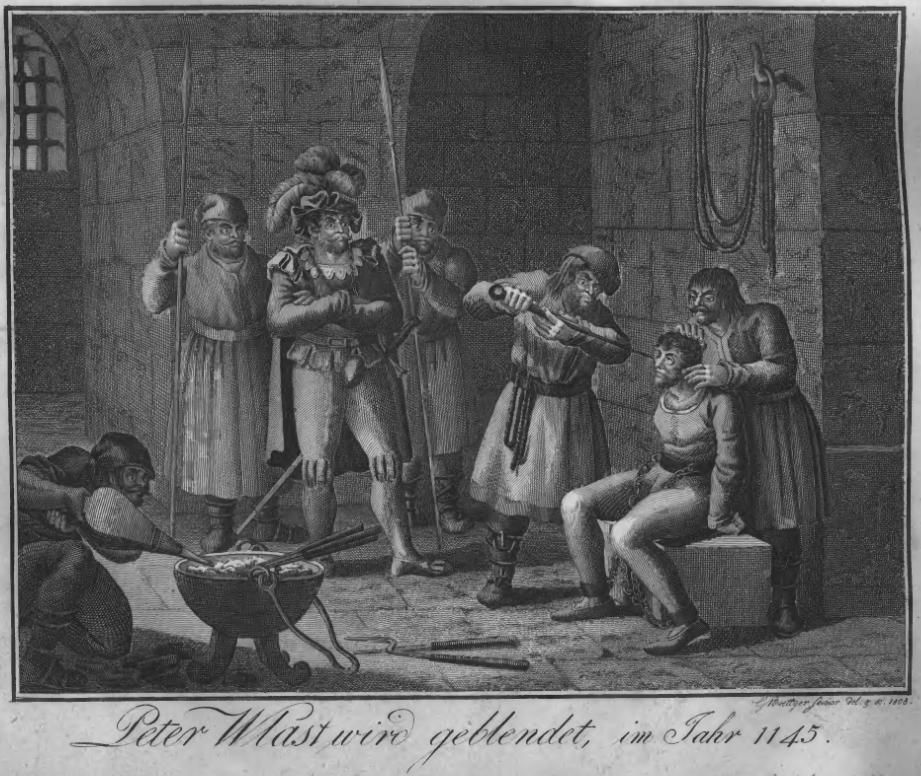
la martyre de Piotr Włostowic

Ce crime contribue largement au discrédit de Władysław II et fait monter la noblesse contre lui. En 1146, Władysław II perd son trône et doit chercher refuge en Allemagne.
La nouveau duc polonais Bolesław IV, demi-frère cadet de Władysław II surnommé désormais le Banni, fait revenir Piotr Włostowic en Silésie où il retrouve son titre de palatin et tous ses biens. Néanmoins, son âge et la cécité l'empêchent d'exercer un contrôle effectif. Vers 1147, il rédige avec l'évêque de Cracovie Mateusz une lettre à Bernard de Clairvaux, invitant celui-ci en Pologne.
Il meurt trois ans plus tard en 1153. Il est enterré dans l'abbaye Saint Vincent à Ołbin (aujourd'hui un quartier de Wrocław) aux côtés de sa femme Marie.

## Hommages

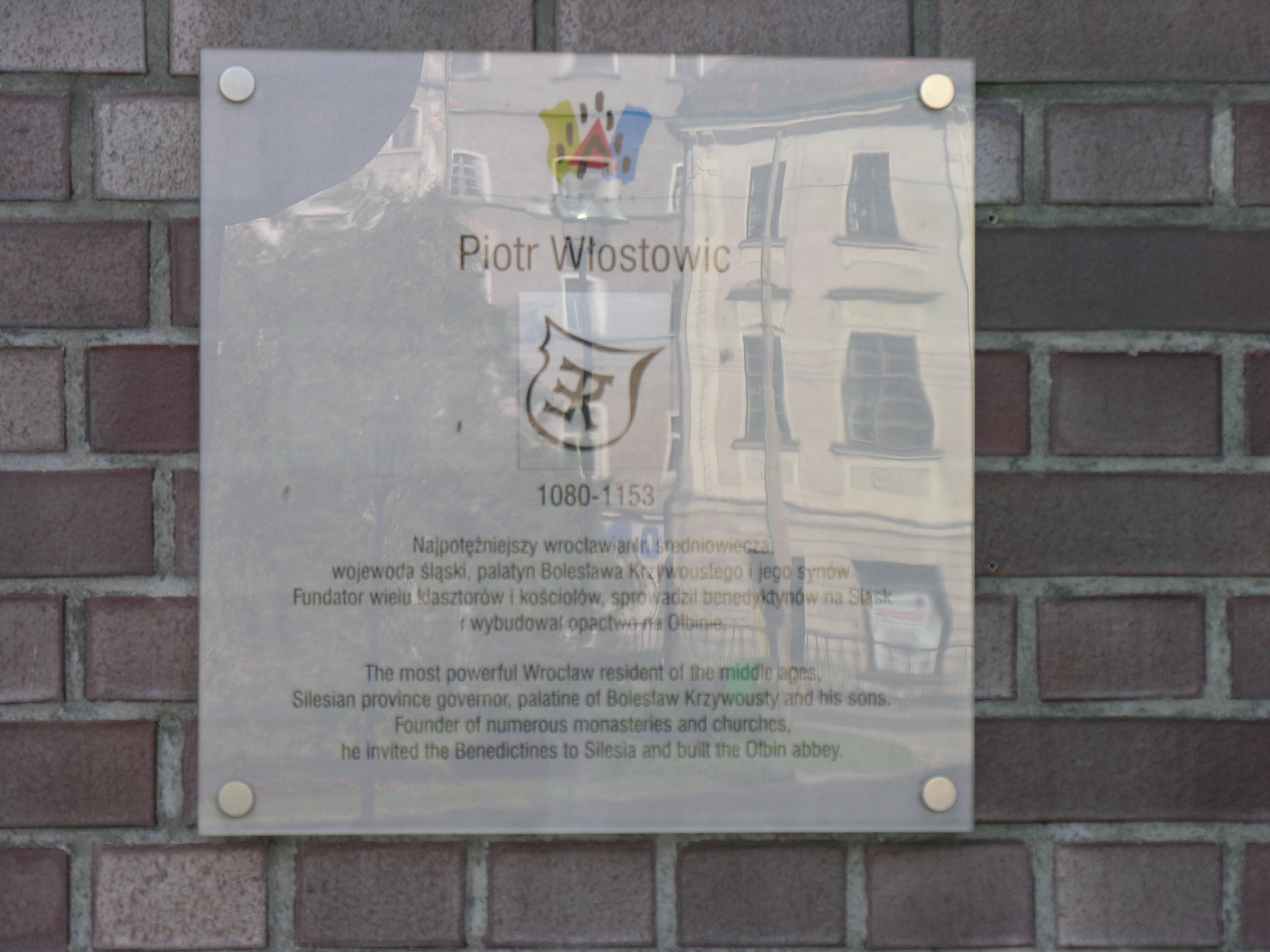
Une plaque en honneur de Piotr Włostowic sur Église Sainte-Marie-sur-le-Sable

Ecrit entre 1153 et 1163 par un moine bénédictin nommé Maure Carmen Mauri (Chant de Maure) est un poème épique, aujourd'hui perdu, qui relate le sort tragique du palatin silésien. Maure appartenait à la communauté de l'abbaye Saint Vincent fondée par Włostowic.
En 1878, Józef Ignacy Kraszewski décrit Piotr Włostowic dans son roman historique La véritable histoire de Piotr le Palatin, que l'on appelait Dunin.